# クロスセーブ
クロスセーブ（cross save）はコンピュータゲームにおいて、異なるハードウェアであっても、同じゲームソフトであればセーブデータを共有できる機能のことである。自宅では「据え置き型のゲーム機」でプレイし、外出先でその続きを「携帯型のゲーム機」でプレイする、といった用途に使用される。

## 概要
コンピュータゲームは、同じタイトルが複数のハードウェア（クロスプラットフォーム）で発売されることは珍しくはないが、セーブデータはそのソフトごとに別々に用意されるもので互換性が全くないうえ、外部の記憶媒体（メモリーカードなど）へセーブデータのコピー（バックアップ）を取ることもできなかった。
例えば『ファイナルファンタジーIII』はファミリーコンピュータ、ニンテンドーDS、PlayStation Portableで発売されているが、ファミコン版でレベル99まで上げていたとしても、DS版ではまたレベル1からやり直しとなる。DS版でレアアイテムを取ったとしても、PSP版では反映させることができない。
しかし、クロスセーブに対応した『ファイナルファンタジーX/X-2 HDリマスター』ではPS3・PS Vita・PS4の3機種版でセーブデータを共有できる互換性があるため、PS3版のレベルや所持アイテムをそのままPS4やVitaで使用できる（大元のPS2版はクロスセーブに非対応のため、PS2版のデータをPS3、4、Vitaで共有することはできない）。

## クロスセーブ機能に対応したゲーム
| 発売日         | タイトル                                                                    | 発売元                                                           | 対応機種                 | 備考                                                                                   |
| -------------- | --------------------------------------------------------------------------- | ---------------------------------------------------------------- | ------------------------ | -------------------------------------------------------------------------------------- |
| 2007年01月25日 | Routes PE（PS2版）、Routes PORTABLE（PSP版）                                | アクアプラス                                                     | PS2、PSP                 |                                                                                        |
| 2007年07月5日  | モンスターハンター フロンティア オンライン                                  | カプコン                                                         | Windows、Xbox 360、Wii U | 発売日はWindows版。 Windows・Xbox 360・Wii U版でそれぞれセーブデータを連動させている。 |
| 2010年12月1日  | モンスターハンター ポータブル 3rd                                           | カプコン                                                         | PSP、PS3                 | 発売日はPSP版。 2011年8月25日にPS3版（HD Ver.）も発売された。                          |
| 2011年12月10日 | モンスターハンター3G                                                        | カプコン                                                         | 3DS、Wii U               | 発売日は3DS版。 2012年12月8日にWii U版（HD Ver.）も発売された。                        |
| 2011年12月17日 | ブレイブルー コンティニュアムシフトエクステンド                             | アークシステムワークス                                           | PS3、PS Vita             |                                                                                        |
| 2012年03月29日 | モーターストームRC                                                          | ソニー・コンピュータエンタテインメント                           | PS3、PS Vita             |                                                                                        |
| 2012年06月28日 | メタルギア ソリッド HD エディション                                         | コナミデジタルエンタテインメント                                 | PS3、PS Vita             |                                                                                        |
| 2012年09月27日 | デッド オア アライブ5                                                       | コーエーテクモゲームス                                           | PS3、PS Vita             |                                                                                        |
| 2012年10月25日 | ボーダーランズ2                                                             | Gearbox Software                                                 | PS3、PS Vita             |                                                                                        |
| 2013年01月13日 | プレイステーション オールスター・バトルロイヤル                             | ソニー・コンピュータエンタテインメント                           | PS3、PS Vita             |                                                                                        |
| 2013年02月20日 | ジェットセットラジオ                                                        | セガ                                                             | PS3、PS Vita             |                                                                                        |
| 2013年03月20日 | ワンピース 海賊無双2                                                        | バンダイナムコゲームス                                           | PS3、PS Vita             |                                                                                        |
| 2013年05月23日 | テラリア                                                                    | スパイク・チュンソフト                                           | PS3、PS Vita、PS4        |                                                                                        |
| 2013年06月27日 | ガンダムブレイカー                                                          | バンダイナムコゲームス                                           | PS3、PS Vita             |                                                                                        |
| 2013年07月25日 | ドラゴンズクラウン                                                          | アトラス                                                         | PS3、PS Vita、PS4        |                                                                                        |
| 2013年08月22日 | スーパーロボット大戦OGサーガ 魔装機神III PRIDE OF JUSTICE                   | バンダイナムコゲームス                                           | PS3、PS Vita             |                                                                                        |
| 2013年08月29日 | ラグナロクオデッセイ エース                                                 | ガンホー・オンライン・エンターテイメント                         | PS Vita、PS3             |                                                                                        |
| 2013年09月26日 | 英雄伝説 閃の軌跡                                                           | ファルコム                                                       | PS3、PS Vita             | PS4版へのデータ継承は可能だが、その逆は不可                                            |
| 2013年09月26日 | 無双OROCHI2 Ultimate                                                        | コーエーテクモゲームス                                           | PS3、PS Vita、PS4        |                                                                                        |
| 2013年10月24日 | 戦国無双2 with 猛将伝&Empires HD Version                                    | コーエーテクモゲームス                                           | PS3、PS Vita             |                                                                                        |
| 2013年11月21日 | 新・ロロナのアトリエ はじまりの物語 〜アーランドの錬金術士〜                | ガスト                                                           | PS3、PS Vita             |                                                                                        |
| 2013年11月28日 | 真・三國無双7 猛将伝                                                        | コーエーテクモゲームス                                           | PS3、PS Vita             |                                                                                        |
| 2013年12月19日 | 真・ガンダム無双                                                            | バンダイナムコゲームス                                           | PS3、PS Vita             |                                                                                        |
| 2013年12月26日 | ‘&’ - 空の向こうで咲きますように -                                          | 5pb.                                                             | PS3、PS Vita             |                                                                                        |
| 2013年12月26日 | ファイナルファンタジーX/X-2 HDリマスター                                    | スクウェア・エニックス                                           | PS3、PS4、PS Vita        |                                                                                        |
| 2014年02月22日 | 龍が如く 維新!                                                              | セガ                                                             | PS3、PS4                 |                                                                                        |
| 2014年02月27日 | IS 〈インフィニット・ストラトス〉2 イグニッション・ハーツ                   | 5pb.                                                             | PS3、PS Vita             |                                                                                        |
| 2014年02月27日 | 影牢 〜ダークサイド プリンセス〜                                            | コーエーテクモゲームス                                           | PS3、PS Vita             |                                                                                        |
| 2014年03月19日 | ジェイスターズ ビクトリーバーサス                                           | バンダイナムコゲームス                                           | PS3、PS Vita             |                                                                                        |
| 2014年03月20日 | 戦国無双4                                                                   | コーエーテクモゲームス                                           | PS3、PS Vita、PS4        |                                                                                        |
| 2014年03月27日 | ウイニングポスト8                                                           | コーエーテクモゲームス                                           | PS3、PS Vita             |                                                                                        |
| 2014年03月27日 | 初音ミク -Project DIVA- F 2nd                                               | セガ                                                             | PS3、PS Vita             |                                                                                        |
| 2014年04月03日 | NAtURAL DOCtRINE                                                            | 角川ゲームス                                                     | PS3、PS4、PS Vita        |                                                                                        |
| 2014年04月10日 | 第3次スーパーロボット大戦Z 時獄篇                                           | バンダイナムコゲームス                                           | PS3、PS Vita             |                                                                                        |
| 2014年05月29日 | 信長の野望・創造                                                            | コーエーテクモゲームス                                           | PS3、PS Vita             |                                                                                        |
| 2014年06月24日 | マインクラフト                                                              | MojangG                                                          | PS3、PS Vita             | PS4版へのデータ継承は可能だが、その逆は不可                                            |
| 2014年09月25日 | 英雄伝説 閃の軌跡II                                                         | 日本ファルコム                                                   | PS3、PS Vita             | PS4版へのデータ継承は可能だが、その逆は不可                                            |
| 2014年10月23日 | スーパーヒーロージェネレーション                                            | バンダイナムコゲームス                                           | PS3、PS Vita             |                                                                                        |
| 2014年11月13日 | 電撃文庫 FIGHTING CLIMAX                                                    | セガ                                                             | PS3、PS Vita             |                                                                                        |
| 2014年11月20日 | 真・三國無双7 Empires                                                       | コーエーテクモゲームス                                           | PS3、PS4、PS Vita        |                                                                                        |
| 2014年12月04日 | GUILTY GEAR Xrd -SIGN-                                                      | アークシステムワークス                                           | PS3、PS4                 |                                                                                        |
| 2014年12月18日 | ガンダムブレイカー2                                                         | バンダイナムコゲームス                                           | PS3、PS Vita             |                                                                                        |
| 2015年02月11日 | 戦国無双4-II                                                                | コーエーテクモゲームス                                           | PS3、PS4、PS Vita        |                                                                                        |
| 2015年02月19日 | GOD EATER 2 RAGE BURST                                                      | バンダイナムコゲームス                                           | PS4、PS Vita             |                                                                                        |
| 2015年03月12日 | ウイニングポスト8 2015                                                      | コーエーテクモゲームス                                           | PS3、PS Vita             |                                                                                        |
| 2015年03月12日 | 龍が如く0 誓いの場所                                                        | セガ                                                             | PS3、PS4                 |                                                                                        |
| 2015年03月12日 | ひぐらしのなく頃に 粋                                                       | 加賀クリエイト                                                   | PS3、PS Vita             |                                                                                        |
| 2015年03月19日 | みんなでスペランカーZ                                                       | スクウェア・エニックス                                           | PS4、PS Vita             |                                                                                        |
| 2015年03月26日 | ソードアート・オンライン -ロスト・ソング-                                   | バンダイナムコゲームス（現・バンダイナムコエンターテインメント） | PS3、PS Vita、PS4        | アップデートでクロスセーブ機能が追加された。                                           |
| 2015年03月26日 | ワンピース 海賊無双3                                                        | バンダイナムコゲームス                                           | PS3、PS4、PS Vita        |                                                                                        |
| 2015年03月26日 | 影牢 〜もう1人のプリンセス〜                                                | コーエーテクモゲームス                                           | PS3、PS4、PS Vita        |                                                                                        |
| 2015年04月02日 | 第3次スーパーロボット大戦Z 天獄篇                                           | バンダイナムコエンターテインメント                               | PS3、PS Vita             |                                                                                        |
| 2015年04月23日 | 討鬼伝 極                                                                   | コーエーテクモゲームス                                           | PS4、PS Vita             |                                                                                        |
| 2015年08月06日 | ぎゃる☆がん だぶるぴーす                                                    | アルケミスト                                                     | PS4、PS Vita             |                                                                                        |
| 2015年09月03日 | IS 〈インフィニット・ストラトス〉2 ラブ アンド パージ                       | 5pb.                                                             | PS3、PS Vita             |                                                                                        |
| 2015年09月17日 | 戦国無双4 Empires                                                           | コーエーテクモゲームス                                           | PS3、PS4、PS Vita        |                                                                                        |
| 2015年09月24日 | うたわれるもの 偽りの仮面                                                   | アクアプラス                                                     | PS3、PS4、PS Vita        |                                                                                        |
| 2015年10月01日 | アルスラーン戦記×無双                                                       | コーエーテクモゲームス                                           | PS3、PS4                 |                                                                                        |
| 2015年10月01日 | よるのないくに                                                              | コーエーテクモゲームス                                           | PS3、PS4、PS Vita        |                                                                                        |
| 2015年10月29日 | GOD EATER RESSURECTION                                                      | バンダイナムコエンターテインメント                               | PS4、PS Vita             |                                                                                        |
| 2015年11月19日 | ソフィーのアトリエ 〜不思議な本の錬金術士〜                                 | コーエーテクモゲームス                                           | PS3、PS4、PS Vita        |                                                                                        |
| 2015年12月17日 | イグジストアーカイヴ -The Other Side of the Sky-                            | スパイク・チュンソフト                                           | PS4、PS Vita             |                                                                                        |
| 2015年12月17日 | 電撃文庫 FIGHTING CLIMAX IGNITION                                           | セガゲームス                                                     | PS3、PS4、PS Vita        |                                                                                        |
| 2016年01月14日 | オーディンスフィア レイヴスラシル                                           | アトラス                                                         | PS3、PS4、PS Vita        |                                                                                        |
| 2016年01月14日 | ダライアスバースト クロニクルセイバーズ                                     | 角川ゲームス                                                     | PS4、PS Vita             |                                                                                        |
| 2016年01月21日 | 龍が如く 極                                                                 | セガゲームス                                                     | PS3、PS4                 |                                                                                        |
| 2016年01月28日 | 三國志13                                                                    | コーエーテクモゲームス                                           | PS3、PS4                 |                                                                                        |
| 2016年02月18日 | 進撃の巨人                                                                  | コーエーテクモゲームス                                           | PS3、PS4、PS Vita        |                                                                                        |
| 2016年02月25日 | 仮面ライダー バトライド・ウォー 創生                                        | バンダイナムコエンターテインメント                               | PS3、PS4、PS Vita        |                                                                                        |
| 2016年03月03日 | ガンダムブレイカー3                                                         | バンダイナムコエンターテインメント                               | PS4、PS Vita             |                                                                                        |
| 2016年03月10日 | サモンナイト6 失われた境界たち                                              | バンダイナムコエンターテインメント                               | PS4、PS Vita             |                                                                                        |
| 2016年03月24日 | 初音ミク -Project DIVA- X                                                   | セガゲームス                                                     | PS Vita、PS4             |                                                                                        |
| 2016年03月31日 | ウイニングポスト8 2016                                                      | コーエーテクモゲームス                                           | PS3、PS4、PS Vita        |                                                                                        |
| 2016年04月21日 | ワンピース バーニングブラッド                                               | バンダイナムコエンターテインメント                               | PS4、PS Vita             |                                                                                        |
| 2016年05月26日 | 三極姫4 天華繚乱 天命の恋絵巻                                               | システムソフト・アルファー                                       | PS4、PS Vita             |                                                                                        |
| 2016年05月26日 | ギルティギア イグザード レベレーター                                        | アークシステムワークス                                           | PS3、PS4                 |                                                                                        |
| 2016年05月27日 | ドラゴンクエストヒーローズII 双子の王と予言の終わり                         | スクウェア・エニックス                                           | PS3、PS4、PS Vita        |                                                                                        |
| 2016年07月28日 | 討鬼伝2                                                                     | コーエーテクモゲームス                                           | PS3、PS4、PS Vita        |                                                                                        |
| 2016年08月03日 | 真・三國無双 英傑伝                                                         | コーエーテクモゲームス                                           | PS3、PS4、PS Vita        |                                                                                        |
| 2016年09月15日 | ペルソナ5                                                                   | アトラス                                                         | PS3、PS4                 |                                                                                        |
| 2016年09月21日 | うたわれるもの 二人の白皇                                                   | アクアプラス                                                     | PS3、PS4、PS Vita        |                                                                                        |
| 2016年10月27日 | ソードアート・オンライン ホロウ・リアリゼーション                           | バンダイナムコエンターテインメント                               | PS4、PS Vita             |                                                                                        |
| 2016年10月27日 | ワールド オブ ファイナルファンタジー                                        | スクウェア・エニックス                                           | PS4、PS Vita             |                                                                                        |
| 2016年11月02日 | フィリスのアトリエ 〜不思議な旅の錬金術士〜                                 | コーエーテクモゲームス                                           | PS4、PS Vita             |                                                                                        |
| 2016年11月10日 | Fate/EXTELLA                                                                | マーベラス                                                       | PS4、PS Vita             |                                                                                        |
| 2016年11月22日 | SDガンダム GGENERATION GENESIS                                              | バンダイナムコエンターテインメント                               | PS4、PS Vita             |                                                                                        |
| 2016年11月23日 | 戦国無双 〜真田丸〜                                                         | コーエーテクモゲームス                                           | PS3、PS4、PS Vita        |                                                                                        |
| 2017年01月12日 | ニューダンガンロンパV3 みんなのコロシアイ新学期                             | スパイク・チュンソフト                                           | PS4、PS Vita             |                                                                                        |
| 2017年01月19日 | 蒼き革命のヴァルキュリア                                                    | セガゲームス                                                     | PS4、PS Vita             |                                                                                        |
| 2017年02月23日 | スーパーロボット大戦V                                                       | バンダイナムコエンターテインメント                               | PS4、PS Vita             |                                                                                        |
| 2017年03月16日 | アクセル・ワールド VS ソードアート・オンライン 千年の黄昏                   | バンダイナムコエンターテインメント                               | PS4、PS Vita             |                                                                                        |
| 2017年03月18日 | モンスターハンターダブルクロス                                              | カプコン                                                         | 3DS、Switch              | 発売日は3DS版。 同年8月25日にはSwitch版（Nintendo Switch Ver.）も発売された。          |
| 2017年03月30日 | 無双☆スターズ                                                               | コーエーテクモゲームス                                           | PS4、PS Vita             |                                                                                        |
| 2017年03月30日 | ブルー リフレクション 幻に舞う少女の剣                                      | コーエーテクモゲームス                                           | PS4、PS Vita             |                                                                                        |
| 2017年04月13日 | リプキス                                                                    | エンターグラム                                                   | PS4、PS Vita             |                                                                                        |
| 2017年05月25日 | 三國志13 with パワーアップキット                                            | コーエーテクモゲームス                                           | PS Vita、PS3、PS4        |                                                                                        |
| 2017年07月13日 | オメガラビリンスZ                                                           | ディースリー・パブリッシャー                                     | PS4、PS Vita             |                                                                                        |
| 2017年07月20日 | UNDER NIGHT IN-BIRTH Exe:Late[st]                                           | アークシステムワークス                                           | PS4、PS3、PS Vita        |                                                                                        |
| 2017年08月31日 | よるのないくに2 〜新月の花嫁〜                                              | コーエーテクモゲームス                                           | PS4、PS Vita             |                                                                                        |
| 2017年10月19日 | いただきストリート ドラゴンクエスト&ファイナルファンタジー 30th ANNIVERSARY | スクウェア・エニックス                                           | PS4、PS Vita             |                                                                                        |
| 2017年12月14日 | デジモンストーリー サイバースルゥース ハッカーズメモリー                    | バンダイナムコエンターテインメント                               | PS4、PS Vita             |                                                                                        |
| 2017年12月21日 | リディー&スールのアトリエ 〜不思議な絵画の錬金術士〜                        | コーエーテクモゲームス                                           | PS4、PS Vita             |                                                                                        |
| 2018年01月18日 | 銀魂乱舞                                                                    | バンダイナムコエンターテインメント                               | PS4、PS Vita             |                                                                                        |
| 2018年02月15日 | 電脳戦機バーチャロン×とある魔術の禁書目録 とある魔術の電脳戦機              | セガゲームス                                                     | PS4、PS Vita             |                                                                                        |
| 2018年02月22日 | キミの瞳にヒットミー                                                        | エンターグラム                                                   | PS4、PS Vita             |                                                                                        |
| 2018年03月15日 | 進撃の巨人2                                                                 | コーエーテクモゲームス                                           | PS4、PS Vita             |                                                                                        |
| 2018年03月22日 | D.S. -Dal Segno-                                                            | エンターグラム                                                   | PS4、PS Vita             |                                                                                        |
| 2018年03月29日 | スーパーロボット大戦X                                                       | バンダイナムコエンターテインメント                               | PS4、PS Vita             |                                                                                        |
| 2018年04月26日 | うたわれるもの 散りゆく者への子守唄                                         | アクアプラス                                                     | PS4、PS Vita             |                                                                                        |
| 2018年05月24日 | ペルソナ3 ダンシング・ムーンナイト                                          | アトラス                                                         | PS4、PS Vita             |                                                                                        |
| 2018年05月24日 | ペルソナ5 ダンシング・スターナイト                                          | アトラス                                                         | PS4、PS Vita             |                                                                                        |
| 2018年06月7日  | Fate/EXTELLA LINK                                                           | マーベラス                                                       | PS4、PS Vita             |                                                                                        |
| 2019年02月14日 | キャサリン・フルボディ                                                      | アトラス                                                         | PS4、PS Vita             |                                                                                        |